# Herinneringsteken aan Veldmaarschalk Aartshertog Albrecht

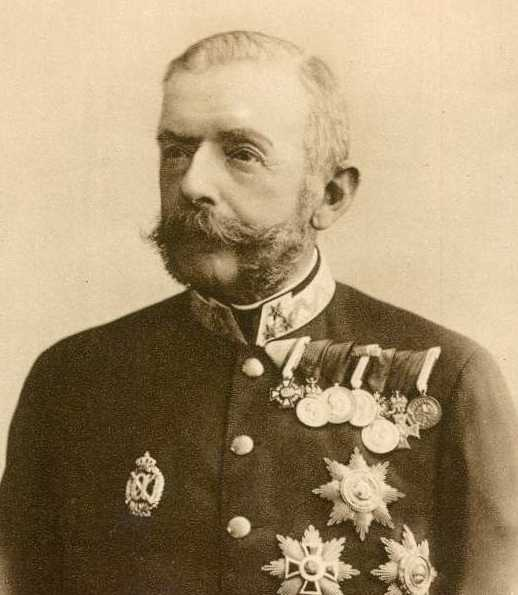
Generaal-Kolonel Friedrich v.Beck-Rzikowsky met het herinneringsteken

Het Herinneringsteken aan Veldmaarschalk Aartshertog Albrecht (Duits: "Erinnerungszeichen an den Feldmarschall Erzherzog Albrecht"), was een Oostenrijks-Hongaarse onderscheiding. De onderscheiding werd op 21 mei 1899 ingesteld door keizer Frans Jozef van Oostenrijk. 
De keizer verleende de onderscheiding aan de nog levende officieren van de persoonlijke staf van aartshertog veldmaarschalk Albrecht van Oostenrijk-Teschen (1817 –  1895).
De zilveren decoratie is gewelfd en ovaal. Binnen een lauwerkrans is het sierlijk uitgevoerde monogram A  in de vorm van rolwerk onder een beugelkroon afgebeeld. Het monogram is rond de twee gekruiste maarschalksstaven geplooid en deze liggen op de lauwerkrans.
De meeste Oostenrijkse onderscheidingen laten de "huiskroon" van de Habsburgers, de Rudolfinische keizerskroon of Hongaarse Stefanskroon zien. Hier werd voor een anonieme en generieke koningskroon gekozen.
De gedecoreerden droegen de onderscheiding niet aan een lint maar als Steckkreuz op de rechterborst. De onderscheiding was aan de achterzijde van een scharnierende zilveren pin en een oog voorzien waarmee het versiersel op het uniform kon worden vastgemaakt. Zowel de onderscheiding als de pin dragen een keur.